# Nippon Maru II
Nippon Maru II (japanska: 日本丸) är en japansk fyrmastad bark som används som skolskepp. Hon byggdes år 1984 som ersättning för ett liknande segelfartyg med samma namn från 1930 som nu är museifartyg i Yokohama i Japan.
Fartyget används av Institute of Sea Training för utbildning av  sjökadetter och har flera gånger deltagit i internationella segeltävlingar. Hon seglas av en besättning på 70 man och har 120 elever ombord.